# إيست باسادينا (كاليفورنيا)
إيست باسادينا (بالإنجليزية: East Pasadena CDP, California)‏ هي منطقة سكنية تقع بولاية كاليفورنيا في الولايات المتحدة. تبلغ مساحتها 3.426 كم2، وترتفع عن سطح البحر 221 م، بلغ عدد سكانها 6,144 نسمة في عام 2010 حسب إحصاء مكتب تعداد الولايات المتحدة وتصل الكثافة السكانية فيها 1,793.3 نسمة لكل كيلومتر مربع (4,644.6/ميل2).

## التركيبة السكانية
حدّد مكتب تعداد الولايات المتحدة بيانات التركيبة السكانية لإيست باسادينا في تعداد الولايات المتحدة. في ما يلي، التركيبة السكانية حسب تعدادي 2000 و2010.

### تعداد عام 2000
بلغ عدد سكان إيست باسادينا 6,045 نسمة بحسب تعداد عام 2000، وبلغ عدد الأسر 2,038 أسرة وعدد العائلات 1,503 عائلة مقيمة في المنطقة السكنية. في حين سجلت الكثافة السكانية 1,764.4 نسمة لكل كيلومتر مربع (4,569.8/ميل2). وبلغ عدد الوحدات السكنية 2,124 وحدة بمتوسط كثافة قدره 620 لكل كيلومتر مربع (1,605.8/ميل2).
وتوزع التركيب العرقي للمنطقة السكنية بنسبة 55.70% من البيض و2.55% من الأمريكيين الأفارقة و0.79% من الأمريكيين الأصليين و20.03% من الأمريكيين ذوي الأصول الآسيوية و0.05% من سكان جزر المحيط الهادئ و14.43% من الأعراق الأخرى و6.45% من عرقين مختلطين أو أكثر و35.24% من الهسبانيون أو اللاتينيون من أي عرق.
بلغ عدد الأسر 2,038 أسرة كانت نسبة 38.2% منها لديها أطفال تحت سن الثامنة عشر تعيش معهم، وبلغت نسبة الأزواج القاطنين مع بعضهم البعض 58% من أصل المجموع الكلي للأسر، ونسبة 10.7% من الأسر كان لديها معيلات من الإناث دون وجود شريك، بينما كانت نسبة 5.1% من الأسر لديها معيلون من الذكور دون وجود شريكة وكانت نسبة 26.3% من غير العائلات. تألفت نسبة 21.3% من أصل جميع الأسر من عدة أفراد يعيشون في نفس المنزل ونسبة 7.6% كانت تتألف من شخص يعيش بمفرده يبلغ من العمر 65 عاماً أو أكثر. وبلغ متوسط حجم الأسرة المعيشية 2.95، أما متوسط حجم العائلات فبلغ 3.43.
بلغ العمر الوسطي للسكان 36.7 عاماً. وكانت نسبة 24% من القاطنين تحت سن الثامنة عشر، وكانت نسبة 8.4% بين الثامنة عشر والرابعة والعشرين عاماً، ونسبة 29.6% كانت واقعةً في الفئة العمرية ما بين الخامسة والعشرين والرابعة والأربعين عاماً، ونسبة 23.8% كانت ما بين الخامسة والأربعين والرابعة والستين، ونسبة 13.6% كانت ضمن فئة الخامسة والستين عاماً فما فوق. يوجد لكل 100 أنثى 95.7 ذكر، ويوجد لكل 100 أنثى في الثامنة عشر من عمرها فما فوق 91.3 ذكر.
بلغ متوسط دخل الأسرة في المنطقة السكنية 36,743 دولارًا، أما متوسط دخل العائلة فبلغ 38,650 دولارًا. وكان متوسط دخل الذكور 27,917 دولارًا مقابل 27,125 دولارًا للإناث. وسجل دخل الفرد الخاص بالمنطقة السكنية 12,711 دولارًا. وكانت نسبة 12.5% من العائلات ونسبة 16.8% من السكان تحت خط الفقر، وكان من هؤلاء نسبة 26.5% تحت سن الثامنة عشر ونسبة 8.6% في الخامسة والستين من العمر وما فوق.

### تعداد عام 2010
بلغ عدد سكان إيست باسادينا 6,144 نسمة بحسب تعداد عام 2010، وبلغ عدد الأسر 2,096 أسرة وعدد العائلات 1,514 عائلة مقيمة في المنطقة السكنية. في حين سجلت الكثافة السكانية 1,793.3 نسمة لكل كيلومتر مربع (4,644.6/ميل2). وبلغ عدد الوحدات السكنية 2,184 وحدة بمتوسط كثافة قدره 637.5 لكل كيلومتر مربع (1,651.1/ميل2).
وتوزع التركيب العرقي للمنطقة السكنية بنسبة 51.81% من البيض و2.98% من الأمريكيين الأفارقة و0.76% من الأمريكيين الأصليين و25.86% من الأمريكيين ذوي الأصول الآسيوية و0.11% من سكان جزر المحيط الهادئ و13.95% من الأعراق الأخرى و4.52% من عرقين مختلطين أو أكثر و34.81% من الهسبانيون أو اللاتينيون من أي عرق.
بلغ عدد الأسر 2,096 أسرة كانت نسبة 33.6% منها لديها أطفال تحت سن الثامنة عشر تعيش معهم، وبلغت نسبة الأزواج القاطنين مع بعضهم البعض 55.2% من أصل المجموع الكلي للأسر، ونسبة 11.5% من الأسر كان لديها معيلات من الإناث دون وجود شريك، بينما كانت نسبة 5.5% من الأسر لديها معيلون من الذكور دون وجود شريكة وكانت نسبة 27.8% من غير العائلات. تألفت نسبة 21% من أصل جميع الأسر من عدة أفراد يعيشون في نفس المنزل ونسبة 8.5% كانت تتألف من شخص يعيش بمفرده يبلغ من العمر 65 عاماً أو أكثر. وبلغ متوسط حجم الأسرة المعيشية 2.92، أما متوسط حجم العائلات فبلغ 3.37.
بلغ العمر الوسطي للسكان 40.5 عاماً. وكانت نسبة 21.2% من القاطنين تحت سن الثامنة عشر، وكانت نسبة 8.3% بين الثامنة عشر والرابعة والعشرين عاماً، ونسبة 26.8% كانت واقعةً في الفئة العمرية ما بين الخامسة والعشرين والرابعة والأربعين عاماً، ونسبة 28.1% كانت ما بين الخامسة والأربعين والرابعة والستين، ونسبة 15.6% كانت ضمن فئة الخامسة والستين عاماً فما فوق. وتوزع التركيب الجنسي للسكان بنسبة 49.3% ذكور و50.7% إناث.